# Wild Jim, Reformer
Wild Jim, Reformer è un cortometraggio muto del 1916 diretto da Frank Cooley. Di genere western, prodotto dalla Mustang (American Film Manufacturing Company), il film aveva come interpreti Jack Richardson, Lizette Thorne, Forrest Taylor e lo stesso regista Frank Cooley.

## Trama
Bill, giovane cercatore arrivato nell'Ovest a cercare fortuna tra le montagne, conosce Helen, una maestra, fuggita in questi luoghi selvaggi per farla finita con la brutalità del marito. I due diventano amici, e amico di Helen diventa anche Wild Jim, un bandito i cui saccheggi hanno terrorizzato per anni i territori, riuscendo sempre a sfuggire alla legge. Helen ignora la vera personalità di Wild Jim che resta molto colpito dai modi gentili della giovane.

Quando Bert, il marito di Helen, arriva alla sua baita, la trova che sta conversando con Bill. Mentre li minaccia con la pistola, arriva Wild Jim che lo porta via e lo sfida a duello. Bert resta ucciso e Helen e Bill si imbattono in Wild Jim mentre sta incidendo un'altra tacca al calcio della sua pistola.

Rimasta vedova, Helen accetta adesso la proposta di matrimonio di Bill. La donna esorta Wild Jim a ravvedersi, abbandonando la violenza. Lui, quella notte, lascia il paese per non tornare mai più.

Passano gli anni. Helen e Bill sono ormai invecchiati. Un giorno sono costretti a cercare ospitalità in una solitaria capanna di montagna. Parlando con il loro ospite, raccontano del loro incontro con Wild Jim. Alla fine della loro storia, il vecchio montanaro si alza e, dal muro, prende un'arma che passa a Helen. Sul calcio ci sono quattordici tacche. Helen riconosce la pistola e il suo proprietario: si tratta di Wild Jim che ha mantenuto la promessa fatta alla donna molti anni prima.

## Produzione
Il film fu prodotto dalla American Film Manufacturing Company.

## Distribuzione
Distribuito dalla Mutual, il film - un cortometraggio in due bobine - uscì nelle sale statunitensi il 21 gennaio 1916.